# Tamest
Tamest es un municipio (baladiyah) de la provincia (vilayato) de Adrar en Argelia. En agosto de 2011 tenía una población censada de 8266 habitantes.
Se encuentra ubicado al suroeste del país, en el desierto del Sahara.